# Coupe du monde de biathlon 2011-2012
Navigation
Édition précédente Édition suivante
La 35e édition de la Coupe du monde de biathlon débute le 30 novembre 2011 et prend fin le 18 mars 2012. Le circuit comprend 10 destinations presque exclusivement européennes. Les championnats du monde (comptant également pour la Coupe du monde) ont lieu à Ruhpolding (Allemagne) du 1er mars au 11 mars 2012.

## Attribution des points
Supprimée lors de la saison précédente, la règle du retrait des plus mauvais résultats fait son retour, mais avec un nouveau barème. Seuls les deux plus mauvais scores de la saison sont retirés pour le classement général, tandis qu'il n'y a aucun retrait pour les classements par discipline, ni pour la Coupe des nations.
| Place  | 1  | 2  | 3  | 4  | 5  | 6  | 7  | 8  | 9  | 10 | 11 | 12 | 13 | 14 | 15 | 16 | 17 | 18 | 19 | 20 | 21 | 22 | 23 | 24 | 25 | 26 | 27 | 28 | 29 | 30 | 31 | 32 | 33 | 34 | 35 | 36 | 37 | 38 | 39 | 40 |
| ------ | -- | -- | -- | -- | -- | -- | -- | -- | -- | -- | -- | -- | -- | -- | -- | -- | -- | -- | -- | -- | -- | -- | -- | -- | -- | -- | -- | -- | -- | -- | -- | -- | -- | -- | -- | -- | -- | -- | -- | -- |
| Points | 60 | 54 | 48 | 43 | 40 | 38 | 36 | 34 | 32 | 31 | 30 | 29 | 28 | 27 | 26 | 25 | 24 | 23 | 22 | 21 | 20 | 19 | 18 | 17 | 16 | 15 | 14 | 13 | 12 | 11 | 10 | 9  | 8  | 7  | 6  | 5  | 4  | 3  | 2  | 1  |

## Classements

### Classement général
Le classement général prend en compte seulement les 24 meilleurs résultats de chaque biathlète sur les 26 épreuves.
| Rang | Nom                 | Points | Victoire(s) |
| ---- | ------------------- | ------ | ----------- |
| 1    | Martin Fourcade     | 1100   | 8           |
| 2    | Emil Hegle Svendsen | 1035   | 4           |
| 3    | Andreas Birnbacher  | 837    | 3           |
| 4    | Arnd Peiffer        | 736    | 2           |
| 5    | Simon Fourcade      | 716    |             |
| 6    | Carl Johan Bergman  | 685    | 2           |
| 7    | Tarjei Bø           | 680    | 1           |
| 8    | Anton Shipulin      | 637    | 1           |
| 9    | Fredrik Lindström   | 615    | 1           |
| 10   | Michal Šlesingr     | 602    |             |

| Rang | Nom                | Points | Victoire(s) |
| ---- | ------------------ | ------ | ----------- |
| 1    | Magdalena Neuner   | 1216   | 10          |
| 2    | Darya Domracheva   | 1188   | 6           |
| 3    | Tora Berger        | 1054   | 4           |
| 4    | Kaisa Mäkäräinen   | 1007   | 2           |
| 5    | Helena Ekholm      | 893    |             |
| 6    | Olga Zaïtseva      | 857    | 3           |
| 7    | Marie Laure Brunet | 807    |             |
| 8    | Andrea Henkel      | 806    | 1           |
| 9    | Marie Dorin Habert | 749    |             |
| 10   | Anastasiya Kuzmina | 721    |             |

### Coupe des Nations
| Rang | Nation     | Points |
| ---- | ---------- | ------ |
| 1    | Russie     | 7070   |
| 2    | France     | 7044   |
| 3    | Allemagne  | 6901   |
| 4    | Norvège    | 6712   |
| 5    | Suède      | 6333   |
| 6    | Tchéquie   | 5813   |
| 7    | Autriche   | 5790   |
| 8    | Italie     | 5692   |
| 9    | États-Unis | 5659   |
| 10   | Ukraine    | 5448   |

| Rang | Nation      | Points |
| ---- | ----------- | ------ |
| 1    | Russie      | 7089   |
| 2    | Allemagne   | 7084   |
| 3    | France      | 6857   |
| 4    | Norvège     | 6716   |
| 5    | Biélorussie | 6490   |
| 6    | Ukraine     | 6143   |
| 7    | Suède       | 5891   |
| 8    | Pologne     | 5594   |
| 9    | Slovaquie   | 5275   |
| 10   | Italie      | 5185   |

### Classement par discipline

#### Individuel
| Rang | Nom                 | Points |
| ---- | ------------------- | ------ |
| 1    | Simon Fourcade      | 125    |
| 2    | Jakov Fak           | 113    |
| 3    | Emil Hegle Svendsen | 108    |
| 4    | Martin Fourcade     | 107    |
| 5    | Jaroslav Soukup     | 99     |

| Rang | Nom              | Points |
| ---- | ---------------- | ------ |
| 1    | Helena Ekholm    | 138    |
| 2    | Kaisa Mäkäräinen | 116    |
| 2    | Darya Domracheva | 116    |
| 4    | Magdalena Neuner | 114    |
| 5    | Tora Berger      | 108    |

#### Sprint
| Rang | Nom                 | Points |
| ---- | ------------------- | ------ |
| 1    | Martin Fourcade     | 423    |
| 2    | Emil Hegle Svendsen | 378    |
| 3    | Carl Johan Bergman  | 287    |
| 4    | Arnd Peiffer        | 270    |
| 5    | Andrei Makoveev     | 261    |

| Rang | Nom              | Points |
| ---- | ---------------- | ------ |
| 1    | Magdalena Neuner | 571    |
| 2    | Darya Domracheva | 471    |
| 3    | Kaisa Mäkäräinen | 401    |
| 4    | Tora Berger      | 373    |
| 5    | Olga Zaitseva    | 334    |

#### Poursuite
| Rang | Nom                  | Points |
| ---- | -------------------- | ------ |
| 1    | Martin Fourcade      | 384    |
| 2    | Emil Hegle Svendsen  | 348    |
| 3    | Arnd Peiffer         | 257    |
| 4    | Tarjei Bø            | 257    |
| 5    | Ole Einar Bjørndalen | 239    |

| Rang | Nom              | Points |
| ---- | ---------------- | ------ |
| 1    | Darya Domracheva | 392    |
| 2    | Magdalena Neuner | 372    |
| 3    | Tora Berger      | 361    |
| 4    | Kaisa Mäkäräinen | 330    |
| 5    | Olga Zaïtseva    | 313    |

#### Départ Groupé
| Rang | Nom                 | Points |
| ---- | ------------------- | ------ |
| 1    | Andreas Birnbacher  | 260    |
| 2    | Emil Hegle Svendsen | 218    |
| 3    | Martin Fourcade     | 202    |
| 4    | Fredrik Lindström   | 175    |
| 5    | Anton Shipulin      | 172    |

| Rang | Nom                | Points |
| ---- | ------------------ | ------ |
| 1    | Darya Domracheva   | 250    |
| 2    | Tora Berger        | 241    |
| 3    | Marie-Laure Brunet | 198    |
| 4    | Andrea Henkel      | 196    |
| 5    | Kaisa Mäkäräinen   | 187    |

#### Relais
| Rang | Nation    | Points |
| ---- | --------- | ------ |
| 1    | France    | 198    |
| 2    | Norvège   | 190    |
| 3    | Russie    | 189    |
| 4    | Allemagne | 183    |
| 5    | Autriche  | 166    |

| Rang | Nation      | Points |
| ---- | ----------- | ------ |
| 1    | France      | 216    |
| 2    | Norvège     | 205    |
| 3    | Russie      | 192    |
| 4    | Allemagne   | 179    |
| 5    | Biélorussie | 177    |

| Rang | Nation    | Points |
| ---- | --------- | ------ |
| 1    | Russie    | 143    |
| 2    | France    | 138    |
| 3    | Allemagne | 128    |
| 4    | Ukraine   | 115    |
| 5    | Suède     | 114    |

### Globes de cristal et titres mondiaux
| Discipline        | Globes de cristal  | Champions du monde |
| ----------------- | ------------------ | ------------------ |
| Général           | Martin Fourcade    |                    |
| Coupe des Nations | Russie             |                    |
| Individuel        | Simon Fourcade     | Jakov Fak          |
| Sprint            | Martin Fourcade    | Martin Fourcade    |
| Poursuite         | Martin Fourcade    | Martin Fourcade    |
| Départ Groupé     | Andreas Birnbacher | Martin Fourcade    |
| Relais            | France             | Norvège            |

| Discipline        | Globes de cristal | Championnes du monde |
| ----------------- | ----------------- | -------------------- |
| Général           | Magdalena Neuner  |                      |
| Coupe des Nations | Russie            |                      |
| Individuel        | Helena Ekholm     | Tora Berger          |
| Sprint            | Magdalena Neuner  | Magdalena Neuner     |
| Poursuite         | Darya Domracheva  | Darya Domracheva     |
| Départ Groupé     | Darya Domracheva  | Tora Berger          |
| Relais            | France            | Allemagne            |

|              | \| Discipline \| Globe de cristal \| Champion du monde \| \| ------------ \| ---------------- \| ----------------- \| \| Relais mixte \| Russie \| Norvège \| |                   |
| Discipline   | Globe de cristal | Champion du monde |
| Relais mixte | Russie | Norvège           |

## Calendrier et podiums

### Femmes
| 1. Östersund (30 novembre 2011 - 4 décembre 2011) |                    |                  |                    |                  |
| Date                                              | Épreuve            | Vainqueur        | Seconde            | Troisième        |
| 1/12/2011                                         | Individuel (15 km) | Darya Domracheva | Anna Maria Nilsson | Magdalena Neuner |
| 3/12/2011                                         | Sprint (7,5 km)    | Magdalena Neuner | Tora Berger        | Kaisa Mäkäräinen |
| 4/12/2011                                         | Poursuite (10 km)  | Tora Berger      | Kaisa Mäkäräinen   | Magdalena Neuner |

| 2. Hochfilzen (9 décembre 2011 - 11 décembre 2011) |                   |                                                              |                                                                    |                                                                               |
| Date                                               | Épreuve           | Vainqueur                                                    | Seconde                                                            | Troisième                                                                     |
| 9/12/2011                                          | Sprint (7,5 km)   | Magdalena Neuner                                             | Kaisa Mäkäräinen                                                   | Olga Zaïtseva                                                                 |
| 10/12/2011                                         | Poursuite (10 km) | Darya Domracheva                                             | Olga Zaïtseva                                                      | Magdalena Neuner                                                              |
| 11/12/2011                                         | Relais (4 × 6 km) | Norvège Fanny Horn Elise Ringen Synnøve Solemdal Tora Berger | France Marie-Laure Brunet Anaïs Bescond Sophie Boilley Marie Dorin | Russie Svetlana Sleptsova Natalia Sorokina Anna Bogali-Titovets Olga Zaïtseva |

| 3. Annecy-Le Grand Bornand → Hochfilzen (15 décembre 2011 - 18 décembre 2011) |                   |               |                  |                  |
| Date                                                                          | Épreuve           | Vainqueur     | Seconde          | Troisième        |
| 16/12/2011                                                                    | Sprint (7,5 km)   | Olga Zaïtseva | Darya Domracheva | Helena Ekholm    |
| 17/12/2011                                                                    | Poursuite (10 km) | Olga Zaïtseva | Helena Ekholm    | Darya Domracheva |

| 4. Oberhof (4 janvier 2012 - 8 janvier 2012) |                         |                                                                              |                                                                           |                                                                       |
| Date                                         | Épreuve                 | Vainqueur                                                                    | Seconde                                                                   | Troisième                                                             |
| 4/1/2012                                     | Relais (4 × 6 km)       | Russie Anna Bogaliy-Titovets Svetlana Sleptsova Olga Zaitseva Olga Vilukhina | Norvège Fanny Welle-Strand Horn Elise Ringen Synnøve Solemdal Tora Berger | France Marie Dorin Habert Anaïs Bescond Marine Bolliet Sophie Boilley |
| 6/1/2012                                     | Sprint (7,5 km)         | Magdalena Neuner                                                             | Darya Domracheva                                                          | Olga Zaitseva                                                         |
| 8/1/2012                                     | Départ Groupé (12,5 km) | Magdalena Neuner                                                             | Tora Berger                                                               | Andrea Henkel                                                         |

| 5. Nové Město na Moravě (11 janvier 2012 - 15 janvier 2012) |                    |                  |               |                    |
| Date                                                        | Épreuve            | Vainqueur        | Seconde       | Troisième          |
| 11/1/2012                                                   | Individuel (15 km) | Kaisa Makarainen | Helena Ekholm | Magdalena Neuner   |
| 13/1/2012                                                   | Sprint (7,5 km)    | Olga Zaïtseva    | Tora Berger   | Magdalena Neuner   |
| 15/1/2012                                                   | Poursuite (10 km)  | Tora Berger      | Helena Ekholm | Marie-Laure Brunet |

| 6. Antholz (19 janvier 2012 - 22 janvier 2012) |                         |                                                                    |                                                                                        |                                                                            |
| Date                                           | Épreuve                 | Vainqueur                                                          | Seconde                                                                                | Troisième                                                                  |
| 19/1/2012                                      | Sprint (7,5 km)         | Magdalena Neuner                                                   | Kaisa Makarainen                                                                       | Darya Domracheva                                                           |
| 21/1/2012                                      | Relais (4 × 6 km)       | France Marie-Laure Brunet Sophie Boilley Anaïs Bescond Marie Dorin | Biélorussie Nadezhda Skardino Liudmila Kalinchik Nastassia Dubarezava Darya Domracheva | Russie Ekaterina Glazyrina Svetlana Sleptsova Olga Zaïtseva Olga Vilukhina |
| 22/1/2012                                      | Départ Groupé (12,5 km) | Darya Domracheva                                                   | Anastasiya Kuzmina                                                                     | Magdalena Neuner                                                           |

| 7. Oslo-Holmenkollen (2 février 2012 - 5 février 2012) |                         |                  |                  |                  |
| Date                                                   | Épreuve                 | Vainqueur        | Seconde          | Troisième        |
| 2/2/2012                                               | Sprint (7,5 km)         | Magdalena Neuner | Darya Domracheva | Tora Berger      |
| 4/2/2012                                               | Poursuite (10 km)       | Magdalena Neuner | Olga Zaïtseva    | Darya Domracheva |
| 5/2/2012                                               | Départ Groupé (12,5 km) | Andrea Henkel    | Darya Domracheva | Teja Gregorin    |

| 8. Kontiolahti (10 février 2012 - 12 février 2012) |                   |                  |                  |                  |
| Date                                               | Épreuve           | Vainqueur        | Seconde          | Troisième        |
| 11/2/2012                                          | Sprint (7,5 km)   | Magdalena Neuner | Kaisa Mäkäräinen | Darya Domracheva |
| 12/2/2012                                          | Poursuite (10 km) | Kaisa Mäkäräinen | Magdalena Neuner | Darya Domracheva |

| Championnats du monde 2012 à Ruhpolding (1er mars 2012 - 11 mars 2012) |                         |                                                                       |                                                                    |                                                                           |
| Date                                                                   | Épreuve                 | Vainqueur                                                             | Seconde                                                            | Troisième                                                                 |
| 3/3/2012                                                               | Sprint (7,5 km)         | Magdalena Neuner                                                      | Darya Domracheva                                                   | Vita Semerenko                                                            |
| 4/3/2012                                                               | Poursuite (10 km)       | Darya Domracheva                                                      | Magdalena Neuner                                                   | Olga Vilukhina                                                            |
| 7/3/2012                                                               | Individuel (15 km)      | Tora Berger                                                           | Marie-Laure Brunet                                                 | Helena Ekholm                                                             |
| 10/3/2012                                                              | Relais (4 × 6 km)       | Allemagne Tina Bachmann Magdalena Neuner Miriam Gössner Andrea Henkel | France Marie-Laure Brunet Sophie Boilley Anaïs Bescond Marie Dorin | Norvège Fanny Welle-Strand Horn Elise Ringen Synnøve Solemdal Tora Berger |
| 11/3/2012                                                              | Départ Groupé (12,5 km) | Tora Berger                                                           | Marie-Laure Brunet                                                 | Kaisa Mäkäräinen                                                          |

| 9. Khanty-Mansiïsk (16 mars 2012 - 18 mars 2012) |                         |                  |                  |                  |
| Date                                             | Épreuve                 | Vainqueur        | Seconde          | Troisième        |
| 16/3/2012                                        | Sprint (7,5 km)         | Magdalena Neuner | Vita Semerenko   | Darya Domracheva |
| 17/3/2012                                        | Poursuite (10 km)       | Darya Domracheva | Kaisa Mäkäräinen | Vita Semerenko   |
| 18/3/2012                                        | Départ Groupé (12,5 km) | Darya Domracheva | Tora Berger      | Kaisa Mäkäräinen |

### Hommes
| 1. Östersund (30 novembre 2011 - 4 décembre 2011) |                     |                    |                     |                     |
| Date                                              | Épreuve             | Vainqueur          | Second              | Troisième           |
| 30/11/2011                                        | Individuel (20 km)  | Martin Fourcade    | Michal Šlesingr     | Simon Schempp       |
| 2/12/2011                                         | Sprint (10 km)      | Carl Johan Bergman | Tarjei Bø           | Emil Hegle Svendsen |
| 4/12/2011                                         | Poursuite (12,5 km) | Martin Fourcade    | Emil Hegle Svendsen | Jaroslav Soukup     |

| 2. Hochfilzen (9 décembre 2011 - 11 décembre 2011) |                     |                                                                  |                                                                       |                                                               |
| Date                                               | Épreuve             | Vainqueur                                                        | Second                                                                | Troisième                                                     |
| 9/12/2011                                          | Sprint (10 km)      | Carl Johan Bergman                                               | Andreï Makoveïev                                                      | Benjamin Weger                                                |
| 10/12/2011                                         | Poursuite (12,5 km) | Emil Hegle Svendsen                                              | Tarjei Bø                                                             | Benjamin Weger                                                |
| 11/12/2011                                         | Relais (4 × 7,5 km) | Norvège Rune Bratsveen Lars Berger Emil Hegle Svendsen Tarjei Bø | Russie Anton Shipulin Andrei Makoveev Evgeny Ustyugov Dmitry Malyshko | France Vincent Jay Simon Fourcade Alexis Bœuf Martin Fourcade |

| 3. Annecy-Le Grand Bornand → Hochfilzen (15 décembre 2011 - 18 décembre 2011) |                     |                    |                      |                 |
| Date                                                                          | Épreuve             | Vainqueur          | Second               | Troisième       |
| 15/12/2011                                                                    | Sprint (10 km)      | Tarjei Bø          | Martin Fourcade      | Timofei Lapshin |
| 17/12/2011                                                                    | Poursuite (12,5 km) | Andreas Birnbacher | Ole Einar Bjørndalen | Simon Fourcade  |

| 4. Oberhof (4 janvier 2012 - 8 janvier 2012) |                       |                                                                          |                                                                        |                                                                        |
| Date                                         | Épreuve               | Vainqueur                                                                | Second                                                                 | Troisième                                                              |
| 5/1/2012                                     | Relais (4 × 7,5 km)   | Italie Christian de Lorenzi Markus Windisch Dominik Windisch Lukas Hofer | Russie Anton Shipulin Evgeniy Garanichev Evgeny Ustyugov Alexey Volkov | Suède Tobias Arwidson Björn Ferry Fredrik Lindström Carl Johan Bergman |
| 7/1/2012                                     | Sprint (10 km)        | Arnd Peiffer                                                             | Simon Fourcade                                                         | Evgeny Ustyugov                                                        |
| 8/1/2012                                     | Départ Groupé (15 km) | Andreas Birnbacher                                                       | Simon Fourcade                                                         | Emil Hegle Svendsen                                                    |

| 5. Nové Město na Moravě (11 janvier 2012 - 15 janvier 2012) |                     |                     |                              |                 |
| Date                                                        | Épreuve             | Vainqueur           | Second                       | Troisième       |
| 12/1/2012                                                   | Individuel (20 km)  | Andrei Makoveev     | Emil Hegle Svendsen          | Björn Ferry     |
| 14/1/2012                                                   | Sprint (10 km)      | Emil Hegle Svendsen | Simon Fourcade               | Martin Fourcade |
| 15/1/2012                                                   | Poursuite (12,5 km) | Anton Shipulin      | Martin Fourcade Arnd Peiffer | -               |

| 6. Antholz (19 janvier 2012 - 22 janvier 2012) |                       |                                                                          |                                                                      |                                                                            |
| Date                                           | Épreuve               | Vainqueur                                                                | Second                                                               | Troisième                                                                  |
| 20/1/2012                                      | Sprint (10 km)        | Fredrik Lindström                                                        | Evgeniy Garanichev                                                   | Martin Fourcade                                                            |
| 21/1/2012                                      | Départ Groupé (15 km) | Andreas Birnbacher                                                       | Anton Shipulin                                                       | Martin Fourcade                                                            |
| 22/1/2012                                      | Relais (4 × 7,5 km)   | France Jean-Guillaume Beatrix Simon Fourcade Alexis Bœuf Martin Fourcade | Allemagne Michael Rösch Andreas Birnbacher Florian Graf Arnd Peiffer | Autriche Simon Eder Tobias Eberhard Daniel Mesotitsch Dominik Landertinger |

| 7. Oslo-Holmenkollen (2 février 2012 - 5 février 2012) |                       |                     |                     |                     |
| Date                                                   | Épreuve               | Vainqueur           | Second              | Troisième           |
| 2/2/2012                                               | Sprint (10 km)        | Evgeniy Garanichev  | Arnd Peiffer        | Emil Hegle Svendsen |
| 4/2/2012                                               | Poursuite (12,5 km)   | Arnd Peiffer        | Emil Hegle Svendsen | Evgeniy Garanichev  |
| 5/2/2012                                               | Départ Groupé (15 km) | Emil Hegle Svendsen | Andreas Birnbacher  | Evgeniy Garanichev  |

| 8. Kontiolahti (10 février 2012 - 12 février 2012) |                     |                      |                 |                 |
| Date                                               | Épreuve             | Vainqueur            | Second          | Troisième       |
| 11/2/2012                                          | Sprint (10 km)      | Martin Fourcade      | Timofei Lapshin | Benjamin Weger  |
| 12/2/2012                                          | Poursuite (12,5 km) | Ole Einar Bjørndalen | Martin Fourcade | Dmitry Malyshko |

| Championnats du monde 2012 à Ruhpolding (1er mars 2012 - 11 mars 2012) |                       |                                                                            |                                                                          |                                                                       |
| Date                                                                   | Épreuve               | Vainqueur                                                                  | Second                                                                   | Troisième                                                             |
| 3/3/2012                                                               | Sprint (10 km)        | Martin Fourcade                                                            | Emil Hegle Svendsen                                                      | Carl Johan Bergman                                                    |
| 4/3/2012                                                               | Poursuite (12,5 km)   | Martin Fourcade                                                            | Carl Johan Bergman                                                       | Anton Shipulin                                                        |
| 6/3/2012                                                               | Individuel (20 km)    | Jakov Fak                                                                  | Simon Fourcade                                                           | Jaroslav Soukup                                                       |
| 9/3/2012                                                               | Relais (4 × 7,5 km)   | Norvège Ole Einar Bjørndalen Rune Brattsveen Tarjei Bø Emil Hegle Svendsen | France Jean-Guillaume Beatrix Simon Fourcade Alexis Bœuf Martin Fourcade | Allemagne Simon Schempp Andreas Birnbacher Michael Greis Arnd Peiffer |
| 11/3/2012                                                              | Départ Groupé (15 km) | Martin Fourcade                                                            | Bjorn Ferry                                                              | Fredrik Lindström                                                     |

| 9. Khanty-Mansiïsk (16 mars 2012 - 18 mars 2012) |                       |                     |              |                     |
| Date                                             | Épreuve               | Vainqueur           | Second       | Troisième           |
| 16/3/2012                                        | Sprint (10 km)        | Martin Fourcade     | Arnd Peiffer | Fredrik Lindström   |
| 17/3/2012                                        | Poursuite (12,5 km)   | Martin Fourcade     | Arnd Peiffer | Emil Hegle Svendsen |
| 18/3/2012                                        | Départ Groupé (15 km) | Emil Hegle Svendsen | Arnd Peiffer | Anton Shipulin      |

### Mixte
| 3. Annecy-Le Grand Bornand → Hochfilzen (15 décembre 2011 - 18 décembre 2011) |                             |                                                                  |                                                                             |                                                               |
| Date                                                                          | Épreuve                     | Vainqueur                                                        | Second                                                                      | Troisième                                                     |
| 18/12/2011                                                                    | Relais (2 × 6 + 2 × 7,5 km) | Russie Olga Vilukhina Olga Zaïtseva Alexey Volkov Anton Shipulin | Tchéquie Veronika Vitková Gabriela Soukalova Ondřej Moravec Michal Šlesingr | France Marie Habert Sophie Boilley Alexis Bœuf Simon Fourcade |

| 8. Kontiolahti (10 février 2012 - 12 février 2012) |                             |                                                                        |                                                                           |                                                                         |
| Date                                               | Épreuve                     | Vainqueur                                                              | Second                                                                    | Troisième                                                               |
| 10/2/2012                                          | Relais (2 × 6 + 2 × 7,5 km) | France Sophie Boilley Anaïs Bescond Jean-Guillaume Béatrix Vincent Jay | Ukraine Natalya Burdyga Olena Pidhrushna Andriy Deryzemlya Serguei Sednev | Slovaquie Jana Gerekova Anastasia Kuzmina Matej Kazar Miroslav Matiasko |

| Championnats du monde 2012 à Ruhpolding (1er mars 2012 - 11 mars 2012) |                             |                                                                               |                                                            |                                                                          |
| Date                                                                   | Épreuve                     | Vainqueur                                                                     | Second                                                     | Troisième                                                                |
| 1/3/2012                                                               | Relais (2 × 6 + 2 × 7,5 km) | Norvège Tora Berger Synnøve Solemdal Ole Einar Bjørndalen Emil Hegle Svendsen | Slovénie Andreja Mali Teja Gregorin Klemen Bauer Jakov Fak | Allemagne Andrea Henkel Magdalena Neuner Andreas Birnbacher Arnd Peiffer |